# 大齿叉蕨
大齿叉蕨（学名：Tectaria coadunata）为叉蕨科叉蕨属下的一个种。